# أولاد موسى (بني وكيل)
أولاد موسى هو دُوَّار يقع بجماعة بني وكيل، إقليم الفقيه بن صالح، جهة بني ملال خنيفرة في المملكة المغربية. ينتمي الدوّار لمشيخة بني وكيل التي تضم 8 دواوير. يقدر عدد سكانه بـ 1138 نسمة حسب الإحصاء الرسمي للسكان والسكنى لسنة 2004.

## روابط خارجية
- البوابة الوطنية للجماعات الترابية
- المندوبية السامية للتخطيط